# Lista de asteroides com nomes de pessoas
Esta é uma Lista de asteroides com nomes de pessoas:

## Ciência

### Físicos
- 1958 Chandra (Subrahmanyan Chandrasekhar)
- 1979 Sakharov (Andrei Sakharov)
- 2001 Einstein (Albert Einstein, matemático e físico)
- 2002 Euler (Leonhard Euler, matemático e físico)
- 2352 Kurchatov (Igor Kurchatov)
- 3905 Doppler (Christian Doppler)
- 3949 Mach (Ernst Mach)
- 4065 Meinel (Aden Meinel)
- 5668 Foucault (Léon Foucault)
- 7000 Curie (Maria Skłodowska-Curie)
- 7495 Feynman (Richard Feynman)
- 7672 Hawking (Stephen Hawking)
- 8000 Isaac Newton (Isaac Newton)
- 8103 Fermi (Enrico Fermi)
- 10979 Fristephenson (Professor F. Richard Stephenson)
- 13092 Schrodinger (Erwin Schrödinger)
- 13149 Heisenberg (Werner Heisenberg)
- 37582 Faraday (Michael Faraday)

### Astrónomos
- 366 Vincentina (Vincenzo Cerulli)
- 676 Melitta (Philibert Jacques Melotte)
- 729 Watsonia (James Craig Watson)
- 768 Struveana (Otto Wilhelm von Struve, Friedrich Georg Wilhelm Struve e Karl Hermann Struve)
- 819 Barnardiana (Edward Emerson Barnard)
- 827 Wolfiana (Max Wolf)
- 914 Palisana (Johann Palisa)
- 999 Zachia (Franz Xaver, Baron von Zach)
- 1000 Piazzia (Giuseppe Piazzi, descobridor do asteroide 1 Ceres)
- 1002 Olbersia (Heinrich Wilhelm Matthäus Olbers, astrónomo, físico)
- 1042 Hale (George Ellery Hale)
- 1111 Reinmuthia (Karl Wilhelm Reinmuth)
- 1129 Neujmina (Grigory Nikolaevich Neujmin)
- 1134 Kepler (Johannes Kepler)
- 1215 Boyer (Louis Boyer)
- 1241 Dysona (Sir Frank Watson Dyson)
- 1280 Baillauda (Jules Baillaud)
- 1303 Luthera (Karl Theodor Robert Luther)
- 1412 Lagrula (Joanny-Philippe Lagrula)
- 1501 Baade (Walter Baade)
- 1510 Charlois (Auguste Charlois)
- 1529 Oterma (Liisi Oterma)
- 1539 Borrelly (Alphonse Louis Nicolas Borrelly)
- 1563 Noël (Emanuel Arend, filho do astrónomo Sylvain Julien Victor Arend)
- 1573 Väisälä (Yrjö Väisälä, astrónomo e físico)
- 1578 Kirkwood (Daniel Kirkwood)
- 1600 Vyssotsky (Emma T.R. Williams Vyssotsky)
- 1601 Patry (André Patry)
- 1614 Goldschmidt (Hermann Mayer Salomon Goldschmidt, astrónomo e pintor)
- 1622 Chacornac (Jean Chacornac)
- 1631 Kopff (August Kopff)
- 1655 Comas Sola (Josep Comas Solá)
- 1666 van Gent (Hendrik van Gent)
- 1673 van Houten (Cornelis Johannes van Houten)
- 1674 Groeneveld (Ingrid van Houten-Groeneveld)
- 1677 Tycho Brahe (Tycho Brahe)
- 1686 De Sitter (Willem de Sitter, matemático, físico e astrónomo)
- 1693 Hertzsprung (Ejnar Hertzsprung, químico e astrónomo)
- 1714 Sy (Frédéric Sy)
- 1745 Ferguson (James Ferguson)
- 1761 Edmondson (Frank K. Edmondson)
- 1776 Kuiper (Gerard Kuiper)
- 1777 Gehrels (Tom Gehrels)
- 1778 Alfven (Hannes Olof Gösta Alfvén, engenheiro electrotécnico e astrofísico sueco)
- 1781 Van Biesbroeck (George Van Biesbroeck)
- 1803 Zwicky (Fritz Zwicky)
- 1830 Pogson (Norman Robert Pogson)
- 1831 Nicholson (Seth Barnes Nicholson)
- 1850 Kohoutek (Luboš Kohoutek)
- 1877 Marsden (Brian G. Marsden)
- 1940 Whipple (Fred Lawrence Whipple)
- 1983 Bok (Bart Bok)
- 1897 Hind (John Russell Hind)
- 1995 Hajek (Tadeás Hájek, astrónomo, físico e ocultista)
- 1998 Titius (Johann Daniel Titius)
- 1999 Hirayama (Kiyotsugu Hirayama)
- 19875 Guedes (Leandro Lage dos Santos Guedes)
- 2000 Herschel (John Herschel ou William Herschel)
- 2003 Harding (Karl Ludwig Harding)
- 2005 Hencke (Karl Ludwig Hencke)
- 2018 Schuster (Hans-Emil Schuster)
- 2022 West (Richard Martin West)
- 2069 Hubble (Edwin Hubble)
- 2074 Shoemaker (Eugene Shoemaker)
- 2099 Öpik (Ernst Julius Öpik, astrónomo e astrofísico)
- 2193 Jackson (Cyril Jackson)
- 2234 Schmadel (Lutz D. Schmadel)
- 2246 Bowell (Edward Bowell)
- 2325 Chernykh (Lyudmila Ivanovna Chernykh e Nikolai Stepanovich Chernykh)
- 2602 Moore (Sir Patrick Moore)
- 2635 Huggins (William Huggins)
- 2646 Abetti (Antonio Abetti e Giorgio Abetti)
- 2709 Sagan (Carl Sagan, astrónomo e popularizador da ciência)
- 2761 Eddington (Arthur Stanley Eddington, astrofísico)
- 2772 Dugan (Raymond Smith Dugan)
- 2801 Huygens (Christiaan Huygens)
- 2813 Zappala (Vincenzo Zappalà)
- 2849 Shklovskij (Iosif Shklovsky)
- 2917 Sawyer Hogg (Helen Battles Sawyer Hogg, astrónomo e colunista)
- 3070 Aitken (Robert Grant Aitken)
- 3169 Ostro (Steven J. Ostro)
- 3174 Alcock (George Alcock, caçador de supernovas e cometas)
- 3216 Harrington (Robert Sutton Harrington)
- 3254 Bus (Schelte J. Bus)
- 3277 Aaronson (Marc Aaronson)
- 3337 Miloš (Miloš Tichý)
- 3425 Hurukawa (Kiichiro Furukawa)
- 3426 Seki (Tsutomu Seki)
- 3467 Bernheim (Robert Burnham, Jr., autor do Guia Celestial Burnham)
- 3500 Kobayashi (Takao Kobayashi)
- 3602 Lazzaro (Daniela Lazzaro, astrônoma brasileira)
- 3673 Levy (Davide Levy, astrónomo e autor)
- 3722 Urata (Takeshi Urata, caçador de asteroides)
- 3808 Tempel (Ernst Wilhelm Leberecht Tempel)
- 3859 Borngen (Freimut Börngen)
- 3911 Otomo (Satoru Otomo)
- 3936 Elst (Eric Walter Elst)
- 3957 Sugie (Atsushi Sugie)
- 3999 Aristarchus (Aristarco de Samos, astrónomo grego e matemático)
- 4037 Ikeya (Kaoru Ikeya, caçador de cometas)
- 4062 Schiaparelli (Giovanni Virginio Schiaparelli, Mars mapper)
- 4155 Watanabe (Kazuro Watanabe)
- 4260 Yanai (Masayuki Yanai)
- 4279 De Gasparis (Annibale de Gasparis)
- 4282 Endate (Kin Endate)
- 4364 Shkodrov (Vladimir Georgiev Shkodrov)
- 4593 Reipurth (Bo Reipurth)
- 4790 Petrpravec (Petr Pravec)
- 4892 Chrispollas (Christian Pollas)
- 4987 Flamsteed (John Flamsteed, astrónomo Royal)
- 5035 Swift (Lewis Swift, caçador de cometas)
- 5036 Tuttle (Horace Parnell Tuttle, caçador de cometas)
- 5171 Augustesen (Karl Augustesen)
- 5540 Smirnova (Tamara Mikhailovna Smirnova)
- 5757 Ticha (Jana Tichá)
- 6006 Anaximandros (Anaximander, Ancient Greek astrónomo)
- 7291 Hyakutake (Yuji Hyakutake, astrónomo amador e caçador de cometas)
- 7300 Yoshisada (Yoshisada Shimizu)
- 7359 Messier (Charles Messier)
- 7636 Comba (Paul Comba)
- 7769 Okuni (Tomimaru Okuni)
- 7801 Goretti (Vittorio Goretti)
- 8019 Karachkina (Lyudmila Georgievna Karachkina)
- 9133 d'Arrest (Heinrich Louis d'Arrest)
- 9134 Encke (Johann Franz Encke)
- 9135 Lacaille (Nicolas Louis de Lacaille)
- 12898 Mignard (François Mignard)
- 13421 Holvorcem (Paulo R. Holvorcem)
- 20135 Juels (Charles W. Juels)
- 21785 Mechain (Pierre Méchain)
- 24105 Broughton (John Broughton)
- 260906 Robichon (Noël Robichon)

### Exploração espacial
- Cientistas de planetologia
  - 8356 Wadhwa (Meenakshi Wadhwa, analista de meteoritos)
- Cientistas de propulsão
  - 1590 Tsiolkovskaja (Konstantin Tsiolkovsky)
  - 1855 Korolev (Sergei Korolev)
  - 25143 Itokawa (Hideo Itokawa)
- Cosmonautas da USSR/Rússia
  - 1772 Gagarin (Yuri Gagarin, o primeiro humano no espaço)
  - 1789 Dobrovolsky (Georgi Dobrovolski)
  - 1790 Volkov (Vladislav Volkov)
  - 1791 Patsayev (Viktor Patsayev)
  - 1836 Komarov (Vladimir Komarov)
- Astronautas da Apollo 11:
  - 6469 Armstrong (Neil Armstrong)
  - 6470 Aldrin ("Buzz" Aldrin)
  - 6471 Collins (Michael Collins)
- Tripulantes da STS-51-L :
  - 3350 Scobee (Francis "Dick" Scobee)
  - 3351 Smith (Michael J. Smith)
  - 3352 McAuliffe (Christa McAuliffe)
  - 3353 Jarvis (Gregory Jarvis)
  - 3354 McNair (Ronald McNair)
  - 3355 Onizuka (Ellison Onizuka)
  - 3356 Resnik (Judith Resnik)
- Tripulantes da STS-107:
  - 51823 Rickhusband (Rick Husband)
  - 51824 Mikeanderson (Michael Anderson)
  - 51825 Davidbrown (David Brown)
  - 51826 Kalpanachawla (Kalpana Chawla)
  - 51827 Laurelclark (Laurel Clark)
  - 51828 Ilanramon (Ilan Ramon)
  - 51829 Williemccool (Willie McCool)
- Outros astronautas Americanos:
  - 4763 Ride (Sally Ride)
- Outros astronautas internacionais:
  - 38245 Marcospontes (Marcos Pontes)

### Outras ciências
- 1858 Lobachevskij (Nikolai Lobachevsky, matemático)
- 1859 Kovalevskaya (Sofia Kovalevskaya, matemático)
- 1996 Adams (John Couch Adams, matemático)
- 1997 Leverrier (Urbain Jean Joseph Le Verrier, matemático)
- 2010 Chebyshev (Pafnuti Chebyshev, matemático)
- 2766 Leeuwenhoek (Anton van Leeuwenhoek, pioneiro na biologia celular)
- 3256 Daguerre (Louis Daguerre, pioneiro da fotografia)
- 3313 Mendel (Gregor Mendel, pai da Genética)
- 4342 Freud (Sigmund Freud, pai da Psicanálise)
- 4354 Euclides (Euclides, matemático)
- 4564 Clayton (Robert Clayton, químico)
- 4565 Grossman (Lawrence Grossman, geoquímico)
- 4628 Laplace (Pierre-Simon Laplace, matemático)
- 4716 Urey (Harold Urey, químico)
- 4798 Mercator (Gerardus Mercator, cartógrafo)
- 4815 Anders (Robert Anders, químico)
- 5102 Benfranklin (Benjamin Franklin, cientista, filósofo e político)
- 5697 Arrhenius (Svante Arrhenius, químico)
- 5864 Montgolfier (irmãos Montgolfier, pioneiros dos balões de ar quente)
- 6032 Nobel (Alfred Nobel, químico)
- 6143 Pythagoras (Pitágoras, matemático)
- 6765 Fibonacci (Fibonacci, matemático)
- 6826 Lavoisier (Antoine Lavoisier, químico)
- 8373 Stephengould (Stephen Jay Gould, paleontólogo)
- 12493 Minkowski (Hermann Minkowski, matemático)
- 158520 Ricardoferreira (Ricardo de Carvalho Ferreira, químico)

## Políticos e monarcas
- 12 Victória (oficialmente baptizado com o nome da deusa romana da Vitória, embora também em homenagem a Rainha Vitória)
- 45 Eugenia (Imperatriz Eugénie)
- 216 Cleópatra (Cleópatra)
- 944 Hidalgo (Miguel Hidalgo)
- 4317 Garibaldi (Giuseppe Garibaldi)
- 4721 Atahualpa (Atahuallpa)
- 4927 O'Connell (Daniel O'Connell)
- 7117 Claudius (Imperador Cláudio)
- 7211 Xerxes (Xerxes I)

## Heróis e veteranos de guerra

### Heróis e veteranos daII Guerra Mundial
- 1793 Zoya (Zoya Kosmodemyanskaya)
- 1907 Rudneva (Evgeniya Rudneva)
- 2132 Zhukov (Gueorgui Júkov)
- 3348 Pokryshkin (Aleksandr Ivanovich Pokryshkin)

## Religião
- 89 Julia (Júlia de Córsega, martir e santa padroeira, século V)
- 7100 Martin Luther (Martin Luther)
- 7256 Bonhoeffer (Dietrich Bonhoeffer)

## Exploradores
- 54 Alexandra (Alexander von Humboldt, naturalista e explorador)
- 853 Nansenia (Fridtjof Nansen, explorador polar)
- 1065 Amundsenia (Roald Amundsen, explorador polar)
- 2473 Heyerdahl (Thor Heyerdahl, arqueologista e escritor)
- 2785 Sedov (Georgy Sedov, explorador do Ártico)
- 3130 Hillary (Edmund Hillary, montanhista)
- 4055 Magellan (Fernão de Magalhães, circunavegador)
- 6481 Tenzing (Tenzing Norgay, Sherpa)
- 6542 Jacquescousteau (Jacques-Yves Cousteau, explorador marinho)
- 8291 Bingham (Hiram Bingham III, explorador)

## Historiadores
- 3092 Herodotus (Heródoto)
- 3097 Tacitus (Tácito)
- 4549 Burkhardt (Jacob Burkhardt)
- 6174 Polybius (Políbio)
- 6304 Josephus Flavius (Josefo)

## Filósofos
- 5450 Sokrates (Sócrates)
- 5451 Plato (Platão)
- 6001 Thales (Thales)
- 6123 Aristoteles (Aristóteles)
- 7009 Hume (David Hume)
- 7010 Locke (John Locke)
- 7012 Hobbes (Thomas Hobbes)
- 7014 Nietzsche (Friedrich Nietzsche)
- 7015 Schopenhauer (Arthur Schopenhauer)
- 8318 Averroes (Averroës ou Ibn Rushd)

## As Artes

### Literatura

#### Autores (geral)
- 2681 Ostrovskij (Nikolai Ostrovsky)
- 3047 Goethe (Johann Wolfgang von Goethe)
- 3412 Kafka (Franz Kafka)
- 5418 Joyce (James Joyce)
- 5535 Annefrank (Anne Frank)
- 5666 Rabelais (François Rabelais)
- 5676 Voltaire (Voltaire)
- 6984 Lewiscarroll (Lewis Carroll ou Charles Dodgson)
- 7016 Conandoyle (Arthur Conan Doyle)
- 7328 Casanova (Giacomo Casanova)
- 8379 Straczynski (J. Michael Straczynski)
- 44597 Thoreau (Henry David Thoreau)

#### Novelistas
- 2362 Mark Twain (Mark Twain)
- 2578 Saint-Exupéry (Antoine de Saint-Exupéry)
- 2625 Jack London (Jack London)
- 2675 Tolkien (J.R.R. Tolkien)
- 3453 Dostoevsky (Fyodor Dostoevsky)
- 3836 Lem (Stanisław Lem)
- 4124 Herriot (James Herriot)
- 4370 Dickens (Charles Dickens)
- 4474 Proust (Marcel Proust)
- 4923 Clarke (Arthur C. Clarke)
- 5020 Asimov (Isaac Asimov)
- 6223 Dahl (Roald Dahl)
- 6371 Heinlein (Robert A. Heinlein)
- 6440 Ransome (Arthur Ransome)
- 7016 Conandoyle (Arthur Conan Doyle)
- 7232 Nabokov (Vladimir Nabokov)
- 7644 Cslewis (C.S. Lewis)
- 10733 George Sand (George Sand)
- 11020 Orwell (George Orwell)
- 11379 Flaubert (Gustave Flaubert)
- 25399 Vonnegut (Kurt Vonnegut)
- 25924 Douglasadams (Douglas Adams)

#### Poetas
- 2208 Pushkin (Aleksandr Pushkin)
- 2222 Lermontov (Mikhail Lermontov)
- 3067 Akhmatova (Anna Akhmatova)
- 3724 Annenskij (Innokenti Fiodorovitch Annenski)
- 4110 Keats (John Keats)
- 4635 Rimbaud (Arthur Rimbaud)
- 7855 Tagore (Rabindranath Tagore)

#### Argumentistas
- 2930 Euripides (Euripides)
- 2985 Shakespeare (William Shakespeare)
- 2921 Sophocles (Sophocles)
- 2934 Aristophanes (Aristophanes)
- 3046 Molière (Molière, roteirista francês)
- 3079 Schiller (Friedrich Schiller, roteirista)
- 5696 Ibsen (Henrik Ibsen)

#### Satiristas
- 3244 Petronius (Petronius)
- 3044 Saltykov (Mikhail Saltykov-Shchedrin, satírico russo)
- 15017 Cuppy (Will Cuppy)

### Artes visuais
- 1652 Hergé (Hergé, desenhista de banda desenhada)
- 2730 Barks (Carl Barks, cartunista)
- 3001 Michelangelo (Michelangelo Buonarroti, pintor e escultor)
- 4511 Rembrandt (Rembrandt van Rijn, pintor)
- 5800 Pollock (Jackson Pollock, pintor)
- 6055 Brunelleschi (Filippo Brunelleschi, arquiteto)
- 6056 Donatello (Donatello, pintor)
- 6592 Goya (Francisco Goya, pintor)
- 6674 Cezanne (Paul Cézanne, pintor)
- 6676 Monet (Claude Monet, pintor)
- 6677 Renoir (Pierre-Auguste Renoir, pintor)
- 6701 Warhol (Andy Warhol, artista)
- 8236 Gainsborough (Thomas Gainsborough, artista de paisagem e retrato)
- 8237 Constable (John Constable, pintor)
- 8240 Matisse (Henri Matisse, pintor)

### Música clássica

#### Compositores
- 1034 Mozartia (Wolfgang Amadeus Mozart, compositor)
- 1059 Mussorgskia (Modest Mussorgsky, compositor)
- 1405 Sibelius (Jean Sibelius, compositor)
- 1814 Bach (membro da família Bach, provavelmente Johann Sebastian Bach, compositor)
- 1815 Beethoven (Ludwig van Beethoven, compositor)
- 1818 Brahms (Johannes Brahms, compositor)
- 2047 Smetana (Bedrich Smetana, compositor)
- 2055 Dvořák (Antonin Dvorak, compositor)
- 2073 Janáček (Leoš Janáček, compositor)
- 2205 Glinka (Mikhail Glinka, compositor)
- 2266 Tchaikovsky (Pyotr Ilyich Tchaikovsky, compositor)
- 2523 Ryba (Jakub Jan Ryba, compositor)
- 2669 Shostakovich (Dmitri Shostakovich, compositor)
- 3081 Martinůboh (Bohuslav Martinu, compositor)
- 3159 Prokof'ev (Sergei Prokofiev, compositor)
- 3590 Holst (Gustav Holst, compositor)
- 3592 Nedbal (Oskar Nedbal, compositor)
- 3784 Chopin (Frédéric Chopin, compositor)
- 3826 Handel (George Frideric Handel, compositor)
- 3917 Franz Schubert (Franz Schubert, compositor)
- 3941 Haydn (Joseph Haydn, compositor)
- 3954 Mendelssohn (Felix Mendelssohn, compositor)
- 3955 Bruckner (Anton Bruckner, compositor)
- 3975 Verdi (Giuseppe Verdi, compositor)
- 3992 Wagner (Richard Wagner, compositor
- 4003 Schumann (probably Robert Schumann, compositor)
- 4040 Purcell (Henry Purcell, compositor)
- 4079 Britten (Benjamin Britten, compositor)
- 4132 Bartók (Béla Bartók, compositor)
- 4134 Schütz (Heinrich Schütz, compositor)
- 4330 Vivaldi (Antonio Vivaldi, compositor)
- 4345 Rachmaninoff (Sergei Rachmaninoff, compositor)
- 4382 Stravinsky (Igor Stravinsky, compositor)
- 4406 Mahler (Gustav Mahler, compositor)
- 4492 Debussy (Claude Debussy, compositor)
- 4515 Khrennikov (Tikhon Khrennikov, compositor)
- 4527 Schoenberg (Arnold Schoenberg, compositor)
- 4528 Berg (Alban Berg, compositor)
- 4429 Webern (Anton Webern, compositor)
- 4532 Copland (Aaron Copland, compositor)
- 4534 Rimskij-Korsakov (Nikolai Rimsky-Korsakov, compositor)
- 4546 Franck (Cesar Franck, compositor)
- 4559 Strauss (Johann Strauss ou Richard Strauss)
- 4579 Puccini (Giacomo Puccini, compositor)
- 4625 Shchedrin (Rodion Shchedrin, compositor)
- 4727 Ravel (Maurice Ravel, compositor)
- 4734 Rameau (Jean-Philippe Rameau, compositor
- 4802 Khatchaturian (Aram Khatchaturian, compositor)
- 4818 Elgar (Edward Elgar, compositor)
- 4850 Palestrina (Giovanni Pierluigi da Palestrina, compositor)
- 4972 Pachelbel (Johann Pachelbel, compositor)
- 5004 Bruch (Max Bruch, compositor)
- 5063 Monteverdi (Claudio Monteverdi, compositor)
- 5157 Hindemith (Paul Hindemith, compositor)
- 5177 Hugowolf (Hugo Wolf, compositor)
- 5203 Pavarotti (Luciano Pavarotti, opera singer)
- 5210 Saint-Saëns (Camille Saint-Saëns, compositor)
- 6480 Scarlatti (Alessandro e Domenico Scarlatti, ambos compositores)
- 6549 Skryabin (Alexander Scriabin, compositor)
- 6777 Balakirev (Mily Balakirev, compositor)
- 6780 Borodin (Aleksandr Borodin, compositor)
- 6798 Couperin (François Couperin, compositor)
- 7522 Pergolesi (Giovanni Battista Pergolesi, compositor)
- 7624 Gluck (Christoph Willibald Gluck, compositor)
- 7625 Louisspohr (Louis Spohr, compositor)
- 7903 Albinoni (Tomaso Albinoni, compositor)
- 8181 Rossini (Gioacchino Rossini, compositor)
- 8249 Gershwin (George Gershwin, compositor)
- 8877 Rentaro (Taki Rentaro, compositor)
- 9438 Satie (Erik Satie, compositor)
- 9912 Donizetti (Gaetano Donizetti, compositor)
- 9913 Humperdinck (Engelbert Humperdinck, compositor)
- 10055 Silcher (Friedrich Silcher, compositor)
- 10116 Robertfranz (Robert Franz, compositor)
- 10820 Offenbach (Jacques Offenbach, compositor)
- 10875 Veracini (Francesco Maria Veracini, compositor)
- 11050 Messiaën (Olivier Messiaën, compositor)
- 11289 Frescobaldi (Girolamo Frescobaldi, compositor)
- 11530 d'Indy (Vincent d'Indy, compositor)
- 11899 Weill (Kurt Weill, compositor)
- 15808 Zelter (Carl Friedrich Zelter, compositor)
- 16590 Brunowalter (Bruno Walter, compositor e condutor)
- 17509 Ikumadan (Ikuma Dan, compositor)
- 69288 Berlioz (Hector Berlioz, compositor)

#### Óperas e peças musicais
- 463 Lola (personagem da opera de Pietro Mascagni, Cavalleria Rusticana)
- 467 Laura (Laura, personagem da ópera La Gioconda de (Amilcare Ponchielli)
- 471 Papagena (personagem da ópera de Mozart, A Flauta Mágica)
- 524 Fidelio (ópera de Beethoven, Fidelio)
- 527 Euryanthe (ópera de Carl Maria von Weber, Euryanthe)
- 530 Turandot (ópera de Puccini, Turandot)
- 531 Zerlina (personagem da ópera de Mozart, Don Giovanni)
- 539 Pamina (daThe Magic Flute)
- 540 Rosamunde (Franz Schubert, Rosamunde)
- 550 Senta (ópera de Richard Wagner)
- 551 Ortrud (personagem da ópera de Wagner, Lohengrin)
- 553 Kundry (da ópera de Wagner, Parsifal)
- 555 Norma (da ópera de Vincenzo Bellini, Norma)
- 557 Violetta (da ópera de Verdi, La Traviata)
- 558 Carmen (de Bizet, Carmen)
- 579 Sidonia (ópera de Christoph Willibald Gluck)
- 606 Brangäne (de Wagner, Tristan e Isolde)
- 675 Ludmilla (de Mikhail Glinka, Ruslan e Lyudmila)
- 861 Aïda e 871 Amneris (ambos de Verdi, Aida)
- 8945 Cavaradossi (de Puccini, Tosca)
- 8957 Koujounotsuki (trabalho de Taki Rentaro)
- De Lohengrin:
  - 9505 Lohengrin
  - 9606 Telramund
  - 9507 Gottfried
- De Parsifal:
  - 9508 Titurel
  - 9509 Amfortas
  - 9510 Gurnemanz
  - 9511 Klingsor

## Entretenimento

### Música Popular
- 2620 Santana (Carlos Santana, músico)
- 3834 Zappafrank (Frank Zappa, músico)
- 4305 Clapton (Eric Clapton, músico)
- 4442 Garcia (Jerry Garcia, músico)
- 8749 Beatles (The Beatles):
  - 4147 Lennon (John Lennon)
  - 4148 McCartney (Paul McCartney)
  - 4149 Harrison (George Harrison)
  - 4150 Starr (Ringo Starr)
- 6354 Vangelis (Vangelis Papathanassiou, compositor)
- 6433 Enya (Enya, cantora)
- 4422 Jarre (Jean Michel Jarre, compositor)
- 7934 Sinatra (Frank Sinatra, vocalista)
- 8249 Gershwin (George Gershwin, compositor)
- 9179 Satchmo (Louis Armstrong, músico)
- 16155 Buddy (Buddy Holly, músico)
- 17059 Elvis (Elvis Presley, músico)
- 18125 Brianwilson (Brian Wilson, músico)
- 23990 Springsteen (Bruce Springsteen, músico)
- 110393 Rammstein (Rammstein, banda alemã)

### Filmes e TV
- 2374 Vladvysotskij, (Vladimir Vysotsky, cantor, poeta, escritor, e ator de cinema e teatro)
- 2816 Pien, (Armand Pien (1920-2003), repórter de uma TV belga)
- 3147 Samantha (Samantha Smith, garota estado-uinense, embaixadora da paz, atriz)
- 3252 Johnny (Johnny Carson, apresentador de Talk Show)
- 4238 Audrey (Audrey Hepburn, atriz)
- 4659 Roddenberry (Gene Roddenberry, criador da série Star Trek)
- 6318 Cronkite (Walter Cronkite, apresentador de telejornal)
- 6377 Cagney (James Cagney, ator)
- 6546 Kaye (Danny Kaye, ator e comediante)
- 7032 Hitchcock (Alfred Hitchcock, diretor de filme)
- 7037 Davidlean (David Lean, diretor de filme)
- 8299 Téaleoni (Téa Leoni, atriz)
- 8353 Megryan (Meg Ryan, atriz)
- 9341 Gracekelly (Grace Kelly, atriz)
- 9342 Carygrant (Cary Grant, ator)
- Monty Python:
  - 9617 Grahamchapman (Graham Chapman)
  - 9618 Johncleese (John Cleese)
  - 9619 Terrygilliam (Terry Gilliam)
  - 9620 Ericidle (Eric Idle)
  - 9621 Michaelpalin (Michael Palin)
  - 9622 Terryjones (Terry Jones)
- 10221 Kubrick (Stanley Kubrick)
- 10378 Ingmarbergman (Ingmar Bergman, diretor e filme)
- 11548 Jerrylewis (Jerry Lewis, comediante e ator)
- 13070 Seanconnery (Sean Connery, ator)
- 17744 Jodiefoster (Jodie Foster, atriz)
- 19578 Kirkdouglas (Kirk Douglas, ator)
- 26858 Misterrogers (Fred Rogers, apresentador de seriado infantil)

### Desporto
- 1740 Nurmi (Paavo Nurmi, medalhista olímpico)
- 2202 Pele (Pelé, estrela de futebol)
- 5891 Gehrig (Lou Gehrig, jogador de beisebol)
- 5910 Zátopek (Emil Zátopek, medalhista olímpico)
- 6758 Jesseowens (Jesse Owens, atleta)
- 8217 Dominikhašek (Dominik Hašek, jogador de hóquei)
- 12373 Lancearmstrong, (Lance Armstrong, ciclista)

### Outros
- 3163 Randi (James Randi, mágico)

## Outros
- 83 Beatrix (Beatrice Portinari, imortalizada na Divina Comédia de  Dante)
- 1462 Zamenhof (L. L. Zamenhof, pai do Esperanto)
- 3018 Godiva (Lady Godiva)
- 4487 Pocahontas (Pocahontas)
- 3147 Samantha (Samantha Smith, activista da paz)

## Personagens de ficção

### Personagens de ficção clássica
- 92 Undina (Undine, heroína da novela UndineUndine por Friedrich de la Motte Fouqué)
- 2041 Lancelot (Cavaleiro Arturiano)
- 2082 Galahad (Cavaleiro Arturiano)
- 2483 Guinevere (Guinevere, rainha do Rei Artur)
- 2597 Arthur (Rei Artur, rei mítico de Inglaterra)
- 2598 Merlin (Merlin, feiticeiro que ajudou o Rei Artur)
- 3552 Don Quixote (Don Quixote, herói da novela Don Quixote de la Mancha de Miguel de Cervantes)

### Personagens de ficção moderna
- 2309 Mr. Spock (Mr. Spock, o famoso Vulcano)
- Pesonagens criados por Arthur Conan Doyle
  - 5048 Moriarty (Professor Moriarty, arquienemigo de Sherlock Holmes)
  - 5049 Sherlock (Sherlock Holmes, detetive)
  - 5050 Doctorwatson (Doctor Watson, ajudante de Sherlock Holmes)
- Personagens criados por Lewis Carroll em Alice no País das Maravilhas
  - 6042 Cheshirecat (Cheshire cat)
  - 6735 Madhatter (Mad Hatter)
  - 6736 Marchare (March Hare)
- Animais míticos citados ou criados por Lewis Carroll em Jabberwocky
  - 7470 Jabberwock (Jabberwock)
  - 7980 Bandersnatch (Bandersnatch)
- 7796 Járacimrman (Jára Cimrman, um gênio tcheco ficcional)
- 9007 James Bond (James Bond, espião ficcional criado por Ian Fleming)
- 12448 Mr. Tompkins (Mr. Tompkins, herói nos livros de George Gamow)
- 18610 Arthurdent (Arthur Dent, protagonista da série The Hitchhiker's Guide to the Galaxy)
- Petit-Prince, lua de 45 Eugenia (O Pequeno Príncipe, herói do livro de Antoine de Saint-Exupéry)